# アルクビージャ・デ・アベジャネーダ
アルクビージャ・デ・アベジャネーダ（Alcubilla de Avellaneda）は、スペイン・カスティーリャ・イ・レオン州ソリア県のムニシピオ（基礎自治体）。

## 人口
| アルクビージャ・デ・アベジャネーダの人口推移 1900－2010 |
|                                                         |
| 出典:INE（スペイン国立統計局）1900年 - 1991年、1996年 - |

## 政治
自治体首長はカスティーリャ・イ・レオン国民党（Partido Popular de Castilla y León）のグスタボ・アドルフォ・マリン・プエンテ（Gustavo Adolfo Marín Puente）で、自治体評議員は、カスティーリャ・イ・レオン国民党：5となっている（2011年5月22日の自治体選挙結果、選挙方式が候補者への信認方式なので個別選挙データは省略）。

### 司法行政
アルクビージャ・デ・アベジャネーダはブルゴ・デ・オスマ＝シウダ・デ・オスマ司法管轄区に属す。